# Политика Острова Принца Эдуарда
Поли́тика О́строва При́нца Эдуа́рда сосредоточена на провинциальном управлении, построенном по той же модели, что и управление в других канадских провинциях. Столицей провинции Остров Принца Эдуарда является Шарлоттаун, где размещаются премьер-министр, провинциальный законодательный орган, лейтенант-губернатор и совет министров.

## Законодательный орган
Управление Островом Принца Эдуарда построено по вестминстерской системе с однопалатным законодательным органом — Законодательным собранием Острова Принца Эдуарда,— состоящим из 27 депутатов, избираемых в стольких же приблизительно равных округах по униноминальной мажоритарной избирательной системе в один тур. Законодательный орган может работать не более пяти лет, что обычно для вестминстерской системы, и может быть в любой момент распущен лейтенант-губернатором (обычно по совету премьер-министра). По обычаю в совет министров (в настоящее время состоящий из десяти членов) входят исключительно депутаты Законодательного собрания, и он должен пользоваться поддержкой большинства депутатов Собрания.

## Политические партии
Остров Принца Эдуарда имеет двухпартийную систему в наиболее чистом виде, чем на любом другом уровне управления Канады. После вступления провинции в канадскую конфедерацию в 1873 ей попеременно управляли Либеральная партия Острова Принца Эдуарда и Прогрессивно-консервативная партия Острова Принца Эдуарда (у которой в прошлом были различные названия). За всю историю Острова был избран лишь один депутат какой-либо третьей провинциальной партии: Герб Диккисон заседал один срок как новодемократичный депутат от Уэст-Пойнта — Блумфилда с 1996 по 2000.

### Либеральная партия
Либеральная партия Острова Принца Эдуарда, основанная в 1873, является провинциальным ответвлением Либеральной партии Канады. Она часто правила, иногда и с долгими сроками (например, с 1891 по 1911 и с 1935 по 1959). Она с 1996 формирует официальную оппозицию и в настоящее время имеет четырёх депутатов в законодательном органе. Отчасти из-за крепких связей, которые партия поддерживает с деловой средой, некоторые обвиняют её в перемещении правее прогрессистов-консерваторов.

### Прогрессивно-консервативная партия
Прогрессивно-консервативная партия Острова Принца Эдуарда, основанная в 1873, была провинциальным ответвлением Прогрессивно-консервативной партии Канады (и её предшественниц), до того как федеральная партия была распущена в 2003. Формально она не примыкает к новой Консервативной партии Канады, но обе организации имеют общих членов, и большинство руководителей партии открыто заявляли о своей поддержке федеральной партии. Она часто находилась у власти и с 1996 образует долговременное правительство, имея в настоящее время 23 депутатов в законодательном органе. Партия строго придерживается политической традиции Red Tory.

### Новая демократическая партия
Новая демократическая партия Острова Принца Эдуарда, основанная в 1962, является провинциальным ответвлением Новой демократической партии Канады. Хотя обычно она считается одной из трёх крупных партий Острова, ей удалось лишь один раз за всю свою историю провести одного депутата, и она всегда оказывается на третьем месте, далеко позади двух других партий. Обычно партия оказывается третьей в каждом округе, но были исключения: в 2000 бывший депутат Герб Диккисон занял второе место и в 1947 кандидат от ФОС стал вторым в округе, где консервативный кандидат был исключён из своей партии. В настоящее время новодемократы не имеют представительства в законодательном органе.

## Политическая культура
Иногда говорят, что Остров Принца Эдуарда наиболее близок к непосредственной демократии во всей Северной Америке. Благодаря его малочисленному населению (менее 140 000 жителей по переписи 2001) и законодательному органу удачного размера, каждый депутат представляет не более 4000 человек. Округа обычно очень малы, особенно городские округа. В результате большинство людей лично знают своего депутата. В провинциальных избирательных кампаниях на Острове Принца Эдуарда практически совсем не используется телевизионная или радиореклама, и они совершаются путём обхода домов, поскольку округа настолько малы, что за кампанию можно обойти каждого хозяина.
Участие в выборах на Острове Принца Эдуарда является наиболее высоким во всей Северной Америке. Например, выборы 2003 прошли на следующий день после урагана Хуан, вызвавшего повреждения ЛЭП по всему Острову и вырывавшего с корнем деревья, но уровень участия был выше 80 %. Обычно участие в федеральных выборах меньше, чем в провинциальных. Из-за небольшого размера округов несколько голосов могут привести к отрыву. В 2003 трое депутатов были избраны менее чем 100 голосами и лишь двое — более чем 1000 голосов.
Большинство политических аналитиков считают, что на самом деле у двух главных политических партий нет особых философских различий и они предпочитают держаться ближе к центру политической арены. Хотя различия и минимальны, принц-эдуардская политика  характеризуется крайней приверженностью и высокой степенью отождествления с той или иной партией. Политическая принадлежность более связана с традиционным семейным родством, чем в любой другой провинции. Этот явно традиционный элемент отчасти объясняет отсутствие успеха у НДП.
Шефство — значительный элемент принц-эдуардской политики и широко принятая практика на протяжении многих поколений. Недавно судебные постановления, основанные на Канадской хартии прав и свобод вновь подвергли сомнению эту долгую традицию, и остаётся следить за тем, что произойдёт в следующий раз, когда будет смена правительства (традиционно, сотни сторонников бывшего правительства потеряют свою работу).

## Цели и задачи
Из-за явно центристской наклонности двух крупных партий выборы редко проходят на диаметрально противоположных платформах, но скорее на наборе местных целей и задач. Недавно важным вопросом было будущее пяти сельских больниц Острова, уместность которых поставлена под сомнение всё более и более урбанизирующимся населением.
Бюджет Острова Принца Эдуарда в значительной части зависит от уравнительных платежей федерального правительства. Экономика явно основывается на сельском хозяйстве, рыболовстве и туризме; отсутствуют какие-либо природные ресурсы или промышленность (хотя растёт значение фабрики авиационных деталей). Бюджет провинциального правительства часто дефицитен, принимая во внимание недостаток местных доходов и зависимость от федеральных средств. Часто обсуждается сохранение традиционных отраслей промышленности, а также потребность в диверсификации экономики провинции.

## Федеральная политика
По канадской конституции Остров Принца Эдуарда имеет право на четыре кресла в Сенате Канады и соответствующий минимум в четыре кресла в Палате общин Канады. В результате Остров Принца Эдуарда является значительно перепредставленным в Парламенте Канады; в такой ситуации находятся также, в разной степени, семь из десяти канадских провинций.
В настоящее время Остров Принца Эдуарда считается оплотом Либеральной партии Канады, так как с 1988 был представлен исключительно либеральными депутатами; ни один нелиберальный депутат не избирался с 1984. В 2006 он является одной из всего лишь двух провинций (наряду с Альбертой), отдавших более 50 % своих голосов лишь одной партии. Этот феномен приписывается полному краху и возможному распаду Прогрессивно-консервативной партии Канады, прежде доминировавшей на Острове на протяжении большей части XX века. Реформистско-союзная партия отвергала философию Red Tory, а Консервативная партия Канады никогда не воспринималась как законная преемница бывших прогрессистов-консерваторов. Федеральная Новая демократическая партия так и не собрала на Острове Принца Эдуарда много голосов, хотя её успех больше, чем успех её провинциального ответвления.